# Supercopa de España de Fútbol 2009
La Supercopa de España 2009 fue la XXVI edición del torneo, correspondiente a la temporada 2009-10. Se disputó a doble partido en España el 16 y el 23 de agosto. Enfrentó al campeón de la Copa del Rey de fútbol 2008-09 y de la Primera División de España 2008-09, el F. C. Barcelona, ante el subcampeón de la Copa del Rey, el Athletic Club.
| Bandera del País Vasco | 1 - 5 | Bandera de Cataluña |
| Athletic Club 1 0      | 1 - 5 | F. C. Barcelona 2 3 |
| ---------------------- | ----- | ------------------- |

## Previo
Debido a que el F. C. Barcelona fue el ganador de la Copa del Rey de fútbol 2008-09 y de la Primera División de España 2008/09, por lo que viene estipulado en la organización de la Supercopa de España, el rival fue el subcampeón de la Copa del Rey, el Athletic Club. Tras el último partido entre ambos en la final de la Copa del Rey, en la que ganó el Barcelona por 4 goles a 1, se jugaron el título habiendo sólo un único precedente, en 1983, donde se impuso el Barcelona.

### Pretemporada del Athletic Club
El Athletic Club comenzó la pretemporada el 7 de julio debido al compromiso en la tercera ronda previa de la UEFA Europa League, ante el BSC Young Boys suizo. Después de cinco días trabajando en la costa de Huelva, disputó el Torneo Internacional del Guadiana ante el Benfica y perdió por dos goles a uno (gol de Gaizka Toquero). En el partido por el tercer y cuarto puesto jugó ante el Anderlecht belga, y perdió en los penaltis (fallaron Fran Yeste y Ander Iturraspe), tras terminar empatados a dos goles (Óscar de Marcos y Carlos Gurpegui). Unos días después se enfrentó al San Roque de Lepe, al que ganó con gol del capitán Joseba Etxeberría. El 29 de julio disputó su primer partido oficial de la temporada, el de la tercera ronda previa de la UEFA Europa League, ante el BSC Young Boys, en el Estadio de San Mamés, donde perdieron por 0-1, tras fallar Fernando Llorente un penalti. En el minuto 58 debutó Iker Muniain, que con 16 años, 7 meses y 11 días se convirtió en el segundo jugador más joven en la historia del club en debutar en partido oficial.
Antes del partido de vuelta ante el Young Boys, disputó otros tres encuentros. El primero ante el Arenas Club de Getxo, al que ganó por 3 goles a 0 anotados por Óscar de Marcos, Eneko Bóveda y Ander Iturraspe. El partido también sirvió para volver a ver a Iñigo Díaz de Cerio después de ocho meses de baja. El segundo encuentro fue ante el Real Sporting de Gijón en el triangular que conmemoró el centenario del Club Portugalete y ante el que perdió por 0 a 1. Con motivo de dicho triangular se enfrentó al organizador, el Portugalete, al que venció por 0 a 1 con gol de De Marcos. En el partido de vuelta, en Berna, ganó por un gol a dos (Fernando Llorente y Muniain), clasificándose para la siguiente ronda. Tres días antes de la ida de la Supercopa, jugó su último partido de preparación ante el Real Sporting de Gijón, en Luarca, en el Trofeo Ramón Losada. Salió al campo con los jugadores menos habituales y perdió por 2 goles a 0.

### Pretemporada del F. C. Barcelona
El F. C. Barcelona debutó en Londres, en Wembley, el 24 de julio, frente al Tottenham Hotspur Football Club con gran presencia de canteranos y que terminó 1 a 1, con goles del delantero Bojan Krkić en el minuto 32 y de Jake Livermore en el minuto 83. El segundo partido, también disputado en Londres con motivo de la Copa Wembley, supuso la primera victoria del equipo, al ganar fácilmente al equipo egipcio, Al-Ahly, por 4 a 1 con goles de Bojan, Rueda, Jeffrén y Pedro, aunque el torneo se lo adjudicó el Celtic Football Club.
Tras estos dos partidos de la gira inglesa viajó a los Estados Unidos, donde disputó tres encuentros ante equipos de la Major League Soccer. En el primer partido, ganaron a Los Ángeles Galaxy de David Beckham por 2 a 1, con goles de Beckham por parte de los estadounidenses y de Pedro y Jeffrén por parte de los españoles, en el partido de fútbol con mayor asistencia en Estados Unidos desde el Mundial de 1994 (93.000 espectadores). Después, ganaron a los Seattle Sounders FC por 4 goles a 0, siendo los anotadores Lionel Messi en dos ocasiones, Jeffrén y Pedro. En su último partido de la gira, se enfrentaron ante el Club Deportivo Chivas USA, contra el que empataron a un gol, anotado por Bojan, que igualó el partido en el minuto 64.

### Cambios en los equipos
El Athletic Club contrató para la temporada 2009/10 a Xabi Castillo y a Íñigo Díaz de Cerio, ambos procedentes de la Real Sociedad de Fútbol, a Óscar de Marcos del Deportivo Alavés y recuperó a Iban Zubiaurre, que había sido cedido al Elche. Por su parte, tuvo las bajas de Iñaki Lafuente, Mikel Balenziaga, Joseba Garmendia e Íñigo Vélez que se fueron al Club Deportivo Numancia de Soria, Javi Casas (Fútbol Club Cartagena), Ander Murillo (Unión Deportiva Salamanca), Joseba del Olmo (Hércules Club de Fútbol) y Tiko que se retiró.
El F. C. Barcelona incorporó con respecto a la anterior temporada a los exjugadores del FC Inter de Milán, Zlatan Ibrahimović y Maxwell, al delantero brasileño Keirrison de Souza (al que cedió al Benfica), y repescó a Henrique que había sido cedido al Bayer Leverkusen el año anterior. Por su parte, abandonaron el equipo Samuel Eto'o (Inter de Milán), los cedidos Martín Cáceres (Juventus) y Aliaksandr Hleb (VfB Stuttgart) y Sylvinho (sin equipo).

### Últimas horas
En el Athletic Club, durante el partido de vuelta de la UEFA Europa League, Markel Susaeta se lesionó en el hombro, pero el 11 de agosto se anunció su recuperación para el partido de Supercopa. Sin embargo, sí que aparecieron en el parte médico Gorka Iraizoz (sobrecarga en el cuádriceps), Gaizka Toquero y Fernando Amorebieta, que fueron duda hasta última hora, aunque los dos primeros finalmente disputaron el partido de ida.
El F. C. Barcelona, no contó para el partido de ida con el sueco Zlatan Ibrahimović, aún recuperándose de su operación en la mano, ni con Rafael Márquez Álvarez ni con Andrés Iniesta (lesionados). Estos dos últimos tampoco disputaron el partido de vuelta. Por otro lado, Thierry Henry fue duda hasta última hora para el primer partido, por unas molestias en los tendones de Aquiles de ambas piernas, que le impidieron viajar anteriormente con la selección francesa. Lionel Messi fue duda tras quedar apartado para el amistoso que su selección jugó en Moscú contra Rusia. Sin embargo, tras unas pruebas realizadas se confirmó que no había rotura y que sólo eran unas molestias en el recto interno de la pierna derecha, producto del cansancio, que sin embargo le hicieron perderse el partido de ida para no forzar al jugador.

## Partidos

### Ida
El primer partido de la eliminatoria se disputó en el Estadio de San Mamés, ante unos 35.000 espectadores, el 16 de agosto a las 22 horas, dirigido por el colegiado Antonio Rubinos Pérez. Se guardaron unos momentos de silencio por los fallecimientos del presidente del Comité de Entrenadores, y directivo de la RFEF, Ramón Cobo, y el jugador del Espanyol Daniel Jarque además de portar los jugadores del Athletic unos brazaletes negros en memoria del exdirectivo Iñaki de la Sota.
La primera mitad del encuentro fue dominada por el Barcelona pero no materializó las oportunidades de las que dispuso. Sin embargo, a punto de finalizar la primera parte, De Marcos sorprendió al Barcelona con un gol que puso a su equipo por delante. En la segunda parte un gol de Xavi y otro de Pedro, que también dio el pase del gol anterior, sentenciaron a un Athletic que intentó aguantar atrás y marcar un segundo gol, sin acierto.
| 1  | POR | Gorka Iraizoz           |     |
| 15 | DEF | Andoni Iraola           |     |
| 4  | DEF | Ustaritz Aldekoaotalora |     |
| 20 | DEF | Aitor Ocio              |     |
| 3  | DEF | Koikili Lertxundi       |     |
| 14 | MED | Markel Susaeta          |     |
| 16 | MED | Pablo Orbaiz            |     |
| 18 | MED | Carlos Gurpegui         |     |
| 11 | MED | Igor Gabilondo          | 67' |
| 28 | DEL | Óscar de Marcos         | 60' |
| 9  | DEL | Fernando Llorente       | 74' |
| DT | DT  | Joaquín Caparrós        |     |

| 1  | POR | Víctor Valdés   |     |
| 2  | DEF | Daniel Alves    |     |
| 3  | DEF | Gerard Piqué    |     |
| 5  | DEF | Carles Puyol    |     |
| 22 | DEF | Éric Abidal     |     |
| 24 | MED | Yaya Touré      |     |
| 6  | MED | Xavi Hernández  | 81' |
| 15 | MED | Seydou Keita    |     |
| 27 | DEL | Pedro Rodríguez |     |
| 11 | DEL | Bojan Krkić     |     |
| 14 | DEL | Thierry Henry   | 74' |
| DT | DT  | Josep Guardiola |     |

| 2  | DEL | Gaizka Toquero    | 60' |
| 22 | DEF | Xabi Castillo     | 67' |
| 17 | DEL | Joseba Etxeberria | 74' |

| 6  | DEL | Jeffrén Suárez  | 74' |
| 16 | MED | Sergio Busquets | 81' |

|  | 44' | Oscar De Marcos | 1-0 |

|  | 59' | Xavi Hernández  | 1-1 |
|  | 68' | Pedro Rodríguez | 1-2 |

|  | 70' | Carlos Gurpegui   |
|  | 79' | Koikili Lertxundi |

|  | 53' | Gerard Piqué |
|  | 90' | Dani Alves   |

| Árbitro             | Antonio Rubinos Pérez |
| Árbitros asistentes | Juan Carlos Yuste     |
| Árbitros asistentes | Marcos Álvarez        |
| Cuarto árbitro      | Luis Miguel Martínez  |

| 1  | POR | Gorka Iraizoz           |     |
| 15 | DEF | Andoni Iraola           |     |
| 4  | DEF | Ustaritz Aldekoaotalora |     |
| 20 | DEF | Aitor Ocio              |     |
| 3  | DEF | Koikili Lertxundi       |     |
| 14 | MED | Markel Susaeta          |     |
| 16 | MED | Pablo Orbaiz            |     |
| 18 | MED | Carlos Gurpegui         |     |
| 11 | MED | Igor Gabilondo          | 67' |
| 28 | DEL | Óscar de Marcos         | 60' |
| 9  | DEL | Fernando Llorente       | 74' |
| DT | DT  | Joaquín Caparrós        |     |

| 1  | POR | Víctor Valdés   |     |
| 2  | DEF | Daniel Alves    |     |
| 3  | DEF | Gerard Piqué    |     |
| 5  | DEF | Carles Puyol    |     |
| 22 | DEF | Éric Abidal     |     |
| 24 | MED | Yaya Touré      |     |
| 6  | MED | Xavi Hernández  | 81' |
| 15 | MED | Seydou Keita    |     |
| 27 | DEL | Pedro Rodríguez |     |
| 11 | DEL | Bojan Krkić     |     |
| 14 | DEL | Thierry Henry   | 74' |
| DT | DT  | Josep Guardiola |     |

| 2  | DEL | Gaizka Toquero    | 60' |
| 22 | DEF | Xabi Castillo     | 67' |
| 17 | DEL | Joseba Etxeberria | 74' |

| 6  | DEL | Jeffrén Suárez  | 74' |
| 16 | MED | Sergio Busquets | 81' |

|  | 44' | Oscar De Marcos | 1-0 |

|  | 59' | Xavi Hernández  | 1-1 |
|  | 68' | Pedro Rodríguez | 1-2 |

|  | 70' | Carlos Gurpegui   |
|  | 79' | Koikili Lertxundi |

|  | 53' | Gerard Piqué |
|  | 90' | Dani Alves   |

| Árbitro             | Antonio Rubinos Pérez |
| Árbitros asistentes | Juan Carlos Yuste     |
| Árbitros asistentes | Marcos Álvarez        |
| Cuarto árbitro      | Luis Miguel Martínez  |

### Vuelta

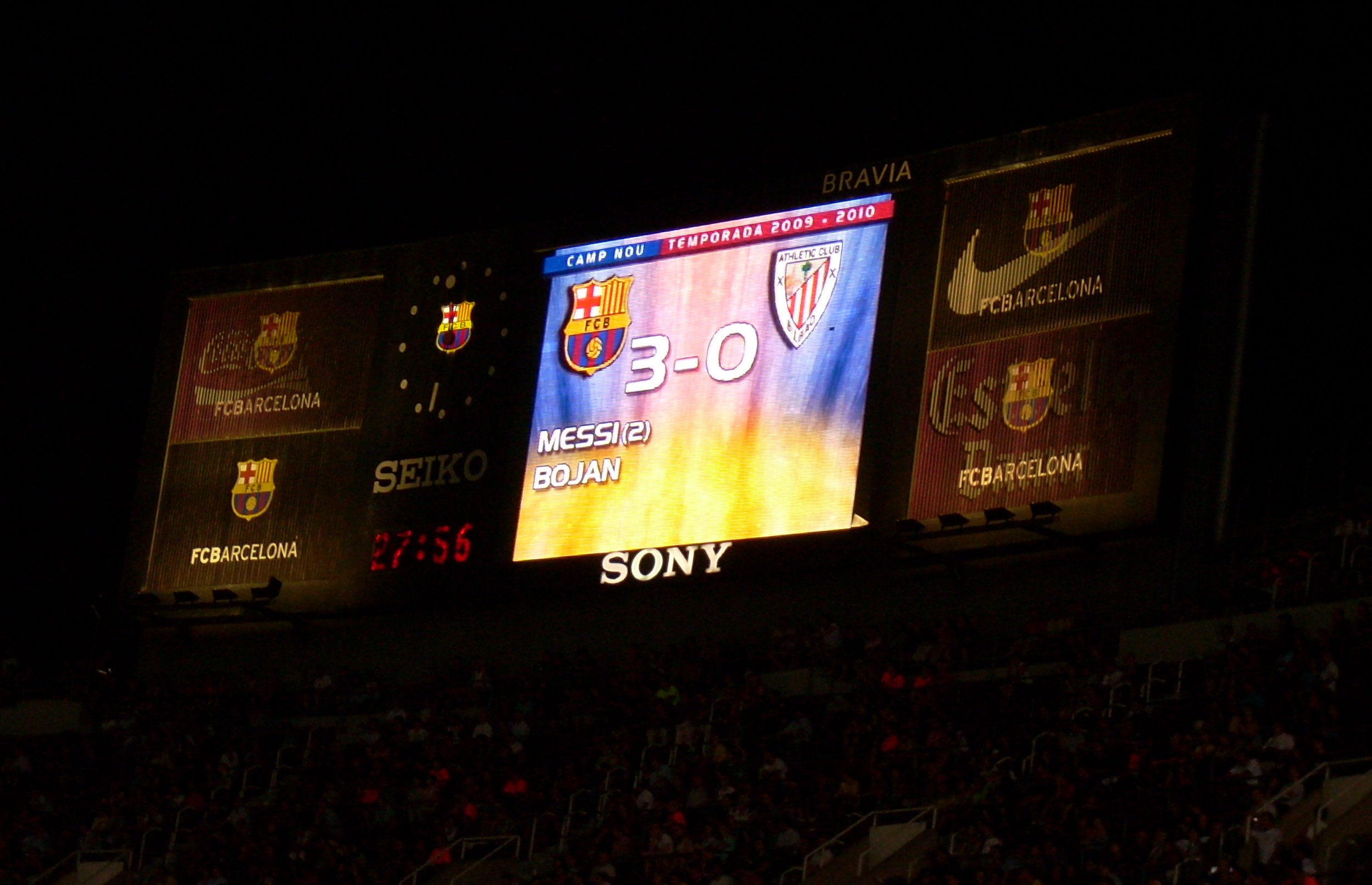
Videomarcador del Camp Nou, instantes después de que Bojan Krkić lograra el tercer y definitivo gol del partido de vuelta.

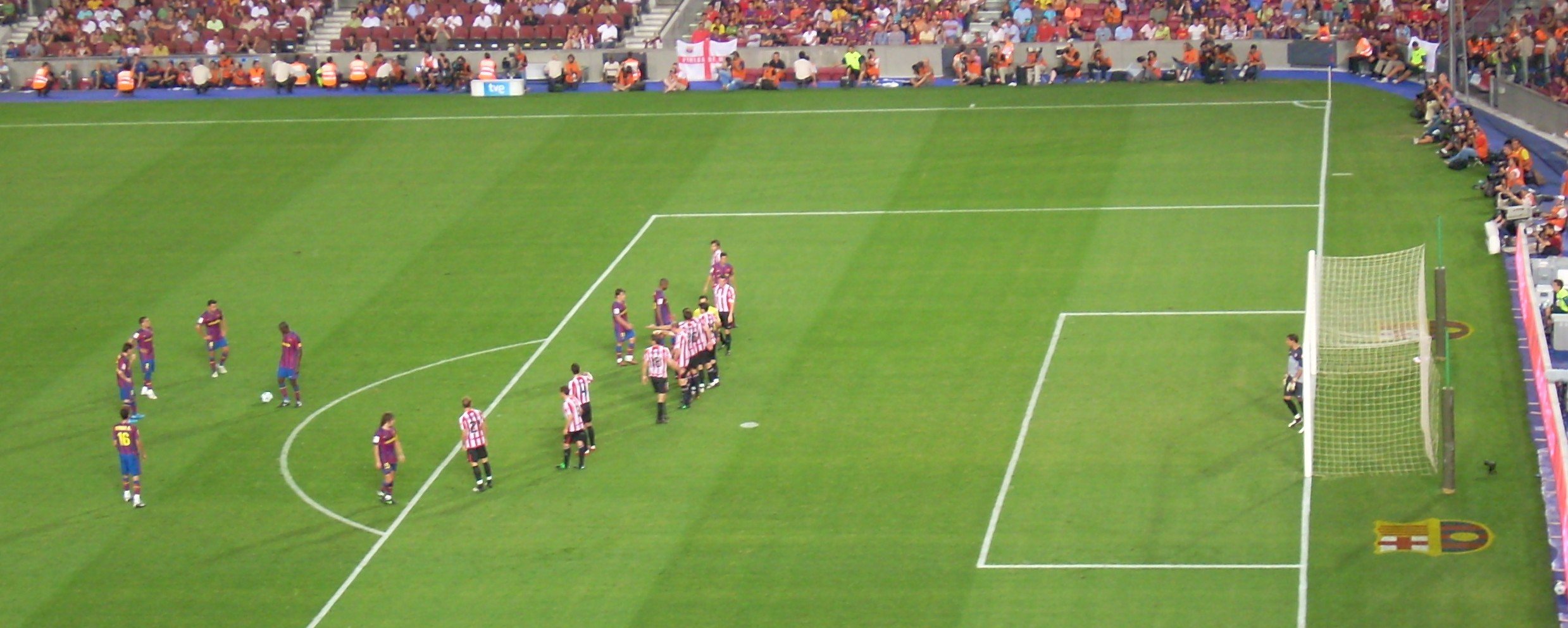
Instante de la segunda parte del partido de vuelta, en el Camp Nou.

Antes del partido de vuelta, el Barcelona se enfrentó al Manchester City, el día 19, en el Trofeo Joan Gamper. Jugó con varios canteranos y debutó el sueco Ibrahimović, pero el equipo perdió por un gol a cero. Al día siguiente, el Athletic se enfrentó al equipo noruego Tromsø IL en competición europea y tras remontar en dos ocasiones terminó ganando en San Mamés por 3 goles a 2. El día anterior al encuentro, se anunció que Joaquín Caparrós quería reservar a los tocados Ocio y Amorebieta además de dar descanso a Yeste, Susaeta, Javi Martínez, Muniain y De Marcos que se quedaron en Bilbao.
Durante la primera parte del partido el Barcelona dominó y dispuso de varias ocasiones para marcar gol. El Athletic apenas llegó con claridad a la portería contraria con un tiro de Orbaiz en el que tuvo que intervenir Valdés. Ya en la segunda parte, dos goles de Messi (uno de penalti cometido por Ustaritz) y uno de Bojan sentenciaron el encuentro a favor del Barcelona que se proclamó campeón de la Supercopa por octava vez en su historia.
| 1  | POR | Víctor Valdés      |     |
| 2  | DEF | Daniel Alves       |     |
| 3  | DEF | Gerard Piqué       | 76' |
| 5  | DEF | Carles Puyol       |     |
| 19 | DEF | Maxwell            |     |
| 24 | MED | Yaya Touré         |     |
| 6  | MED | Xavi Hernández     |     |
| 15 | MED | Seydou Keita       |     |
| 10 | DEL | Lionel Messi       |     |
| 9  | DEL | Zlatan Ibrahimović | 71' |
| 14 | DEL | Thierry Henry      | 75' |
| DT | DT  | Josep Guardiola    |     |

| 1  | POR | Gorka Iraizoz           |     |
| 15 | DEF | Andoni Iraola           |     |
| 4  | DEF | Ustaritz Aldekoaotalora |     |
| 49 | DEF | Xabier Etxebarria       |     |
| 3  | DEF | Koikili Lertxundi       |     |
| 7  | MED | David López             | 60' |
| 16 | MED | Pablo Orbaiz            |     |
| 18 | MED | Carlos Gurpegui         |     |
| 11 | MED | Igor Gabilondo          |     |
| 17 | DEL | Joseba Etxeberria       | 56' |
| 23 | DEL | Iñigo Díaz de Cerio     | 46' |
| DT | DT  | Joaquín Caparrós        |     |

| 11 | DEL | Bojan Krkić     | 71' |
| 16 | MED | Sergio Busquets | 75' |
| 17 | DEL | Pedro Rodríguez | 76' |

| 21 | DEL | Ion Vélez       | 46' |
| 2  | DEL | Gaizka Toquero  | 56' |
| 26 | MED | Ander Iturraspe | 60' |

|  | 50' | Lionel Messi | 1-0 |
|  | 68' | Lionel Messi | 2-0 |
|  | 72' | Bojan Krkić  | 3-0 |

|  |

|  | 21' | Carles Puyol   |
|  | 34' | Yaya Touré     |
|  | 77' | Xavi Hernández |

|  | 16' | Xabier Etxebarria       |
|  | 44' | David López             |
|  | 63' | Gaizka Toquero          |
|  | 68' | Ustaritz Aldekoaotalora |

| Árbitro             | Carlos Velasco Carballo |
| Árbitros asistentes | Roberto Alonso          |
| Árbitros asistentes | Enrique Andrés Samper   |
| Cuarto árbitro      | Valentín Pizarro        |

| 1  | POR | Víctor Valdés      |     |
| 2  | DEF | Daniel Alves       |     |
| 3  | DEF | Gerard Piqué       | 76' |
| 5  | DEF | Carles Puyol       |     |
| 19 | DEF | Maxwell            |     |
| 24 | MED | Yaya Touré         |     |
| 6  | MED | Xavi Hernández     |     |
| 15 | MED | Seydou Keita       |     |
| 10 | DEL | Lionel Messi       |     |
| 9  | DEL | Zlatan Ibrahimović | 71' |
| 14 | DEL | Thierry Henry      | 75' |
| DT | DT  | Josep Guardiola    |     |

| 1  | POR | Gorka Iraizoz           |     |
| 15 | DEF | Andoni Iraola           |     |
| 4  | DEF | Ustaritz Aldekoaotalora |     |
| 49 | DEF | Xabier Etxebarria       |     |
| 3  | DEF | Koikili Lertxundi       |     |
| 7  | MED | David López             | 60' |
| 16 | MED | Pablo Orbaiz            |     |
| 18 | MED | Carlos Gurpegui         |     |
| 11 | MED | Igor Gabilondo          |     |
| 17 | DEL | Joseba Etxeberria       | 56' |
| 23 | DEL | Iñigo Díaz de Cerio     | 46' |
| DT | DT  | Joaquín Caparrós        |     |

| 11 | DEL | Bojan Krkić     | 71' |
| 16 | MED | Sergio Busquets | 75' |
| 17 | DEL | Pedro Rodríguez | 76' |

| 21 | DEL | Ion Vélez       | 46' |
| 2  | DEL | Gaizka Toquero  | 56' |
| 26 | MED | Ander Iturraspe | 60' |

|  | 50' | Lionel Messi | 1-0 |
|  | 68' | Lionel Messi | 2-0 |
|  | 72' | Bojan Krkić  | 3-0 |

|  |

|  | 21' | Carles Puyol   |
|  | 34' | Yaya Touré     |
|  | 77' | Xavi Hernández |

|  | 16' | Xabier Etxebarria       |
|  | 44' | David López             |
|  | 63' | Gaizka Toquero          |
|  | 68' | Ustaritz Aldekoaotalora |

| Árbitro             | Carlos Velasco Carballo |
| Árbitros asistentes | Roberto Alonso          |
| Árbitros asistentes | Enrique Andrés Samper   |
| Cuarto árbitro      | Valentín Pizarro        |

| Campeón Supercopa de España 2009 |
| -------------------------------- |
| F. C. Barcelona 8° Título        |

| Predecesor: Supercopa de España 2008 | Supercopa de España 2009 | Sucesor: Supercopa de España 2010 |

## Retransmisión
El 13 de agosto, Televisión Española anunció la retransmisión de la Supercopa de España desde Bilbao, el día 16 de agosto y desde Barcelona el día 23, comentada por el narrador Juan Carlos Rivero y el comentarista Víctor Fernández.
Más de 4 millones de personas vieron el partido por televisión en el partido de ida en Bilbao, lo que significó un 35% de audiencia. En el partido de vuelta 4.155.000 personas vieron la victoria del Barcelona en el Camp Nou, una media del 33,9%. Antes del partido, el programa "Previo" tuvo más de 2,6 millones de personas, que significó un 24,2%. Tras el partido se emitió la entrega de premio y fue seguida por 2.557.000 personas, con una media del 23,8%.